# Acróstico (canção)
"Acróstico" é uma canção da cantora e compositora colombiana Shakira. Lançada em 11 de maio de 2023, através da Sony Music Latin, como o terceiro single do décimo segundo álbum da artista, Las Mujeres Ya No Lloran. A canção inclui os vocais de Milan e Sasha, filhos de Shakira.

## Antecedentes
Antes do lançamento oficial da canção, rumores sobre o próximo single de Shakira ser uma colaboração com Manuel Turizo, intitulada "Copa vacía", mas uma mudança de calendário foi feita para priorizar o lançamento de "Acróstico". Em 10 de maio de 2023, um dia antes do lançamento da música, Shakira anunciou a canção em todas as suas redes sociais.

## Composição
Tematicamente, a canção reflete "sobre um amor perdido", fazendo referência ao divórcio entre Shakira e Gerard Piqué. A música contém vocais de Milan e Sasha, filhos de Shakira. Em seu Instagram, Shakira explicou o significado de ter trabalhado com os filhos durante o período de divórcio: "Neste ano, Milan escreveu músicas que me fizeram chorar, e Sasha dedicou horas tocando piano e descobrindo sua a voz. Ambos passaram algum tempo comigo no estúdio e, ao ouvirem essa música, pediram para fazer parte dela. Eles sentiram e interpretaram à sua maneira e para si mesmos, com a mesma paixão e emoção de uma pessoa que carrega a música dentro de si", relatou.

## Recepção crítica
Tommy Calle, do Los Angeles Times, avaliou que a letra da canção "exibe esperança, amor maternal, apoio incondicional e superação da dor". Camila Osorio, do periódico El País, comparou "Acróstico" a "TQG" e a canções anteriores de Shakira, escrevendo que a artista não evoca "raiva, vinganaça ou mágoa", mas se inspira em "uma carta de amor para seus dois filhos" como forma de se desculpar pelo momento conturbado vivido durante o divórcio com o jogador Gerard Piqué.

## Reconhecimento
| Organização            | Ano  | Categoria           | Resultado | Ref.   |
| ---------------------- | ---- | ------------------- | --------- | ------ |
| MTV Video Music Awards | 2023 | Melhor Vídeo Latino | Indicado  | [ 10 ] |

## Videoclipe
O videoclipe de "Acróstico" foi lançado quatro dias após o lançamento da música, em 15 de maio de 2023. A produção foi dirigida por Jaume De Laiguana e exibe Shakira tocando piano com seus dois filhos Milan e Sasha.

## Desempenho nas tabelas musicais
| Tabela musical (2022)                        | Melhor posição |
| -------------------------------------------- | -------------- |
| Alemanha (Offizielle Top 100)                | 1              |
| Colômbia (Billboard)                         | 1              |
| Espanha (PROMUSICAE)                         | 1              |
| Bolívia (Monitor Latino)                     | 5              |
| Equador (Billboard)                          | 5              |
| Estados Unidos (Billboard Latin Pop Airplay) | 5              |
| Peru (Billboard)                             | 6              |
| Peru (Monitor Latino)                        | 6              |
| Bolívia (Billboard)                          | 8              |
| El Salvador (Monitor Latino)                 | 8              |
| Uruguai (Monitor Latino)                     | 10             |
| Argentina (Argentina Hot 100)                | 6              |
| Mundo (Billboard Global 200)                 | 12             |
| Chile (Billboard)                            | 13             |
| Costa Rica (Monitor Latino)                  | 14             |
| Equador (Monitor Latino)                     | 15             |
| México (Billboard)                           | 15             |
| Estados Unidos (Billboard Hot Latin Songs)   | 16             |
| Estados Unidos (Billboard Latin Airplay)     | 39             |
| Suíça (Schweizer Hitparade)                  | 41             |
| Estados Unidos (Billboard Hot 100)           | 84             |
| Portugal (AFP)                               | 105            |

## Certificações
| Região               | Certificação | Unidades/vendas |
| -------------------- | ------------ | --------------- |
| México (AMPROFON)    | Ouro         | 70 000‡         |
| Espanha (PROMUSICAE) | 2× Platina   | 120 000‡        |